# 17184 Carlrogers
17184 Carlrogers este un asteroid din centura principală de asteroizi.

## Descriere
17184 Carlrogers este un asteroid din centura principală de asteroizi. A fost descoperit pe 13 noiembrie 1999 la Fountain Hills (Arizona) de Charles W. Juels. Asteroidul prezintă o orbită caracterizată de o semiaxă mare de 3,06 ua, o excentricitate de 0,07 și o înclinație de 8,6° în raport cu ecliptica.